# Chiesa della Trasfigurazione a Karpovka
La Chiesa della Trasfigurazione a Karpovka è una chiesa ortodossa consacrata nel 1817 a Nižnij Novgorod.

## Storia e descrizione
Il bisogno di costruire una simile chiesa in mattoni nacque con le difficoltà a mantenere le chiese in legno prima presenti. Originariamente era situata in un villaggio vicino, che successivamente venne inglobato dall'espansione della città. Nel 1969, in seguito ad un incendio, fu posto un restauro da Robert Yakovlevich Kilevein. Furono posti altri restauri anche dopo i bombardamenti della Seconda Guerra Mondiale.

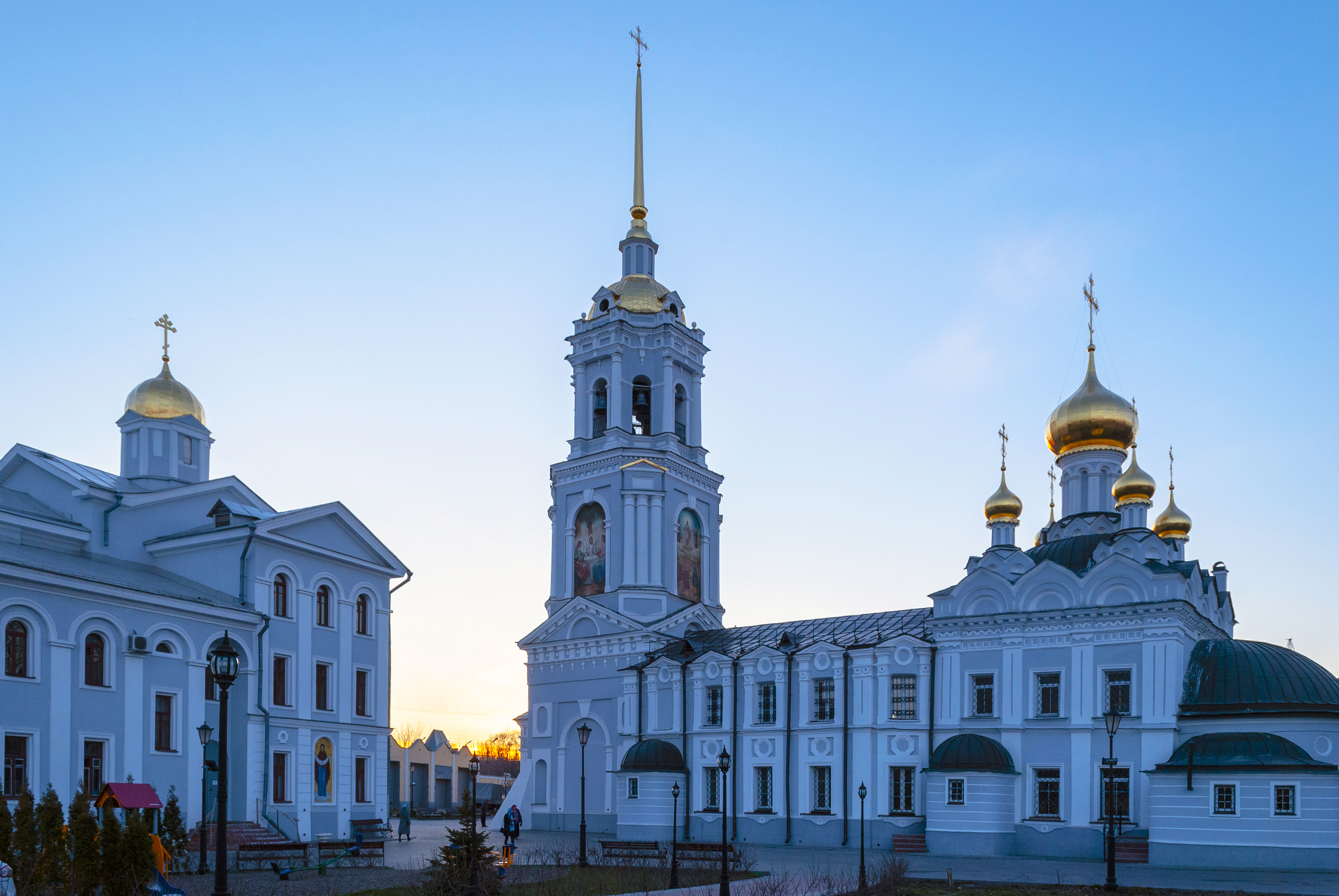
Vista dalle spalle delle absidi

La chiesa è costruita in stile barocco, con all'ingresso un grande campanile a base quadrata e, continuando in altezza, ottagonale. Il terzo livello del campanile è tagliato da otto archi di un tipo elevato. La cupola è coronata da una guglia slanciata che ricorda il completamento di altri monumenti, come a San Pietroburgo. Con l'aumento dei cittadini della parrocchia, nel 1861 venne costruito un secondo piano sopra il refettorio. Le aperture ad arco del secondo livello sono decorate da affreschi della Santissima Trinità, dell'Ascensione e della Trasfigurazione del Signore. Gli ingressi nord e sud della chiesa erano decorati con quattro pilastri, sormontati da frontoni triangolari. Le finestre del tempio hanno ricevuto cornici di rilievo e alle facciate delle nicchie decorative sotto forma di ovali inscritti in rettangoli. I lati del secondo ordine sono decorati con gruppi di tre colonne laterali di ordine tuscanico. Giungendo sull'altare si trovano una più grande cupola a bulbo circondata da altre quattro, aggiunte da Kilevein.